# 왼관상동맥 휘돌이가지
왼관상동맥 휘돌이가지(circumflex branch of the left coronary artery), 또는 왼휘돌이동맥(left circumflex artery, LCX)은 왼관상동맥에서 갈라져 나오는 심장의 동맥이다.

## 구조
LCX는 방실사이고랑(관상고랑)의 왼쪽 부분을 따라가는데 처음에는 왼쪽으로, 그 다음에는 오른쪽으로 주행하여 거의 뒤심실사이고랑까지 도달한다. 여러 가지 선천적 구조 이상이 존재한다. 가령 오른관상동맥에서 갈라져 나오는 등 비정상적인 경로를 가질 수 있다.

## 가지
LCX는 방실사이고랑 안에서 왼쪽으로 구부러져 심장의 뒤쪽 표면을 향해 구부러질 때 하나 이상의 왼모서리동맥(obtuse marginal branch, OM이라고도 함)을 낸다. 이 가지는 뒤쪽 왼심실가지 또는 오른관상동맥 뒤가쪽가지의 형성을 돕는다. LCX는 15%의 사람들에서 뒤심실사이고랑의 뒤심실사이동맥에 합류하는 지점에서 끝난다. 나머지 85% 사람들에서는 뒤심실사이동맥이 오른관상동맥에서 나온다. LCX가 뒤내림동맥에 혈액을 공급하는 15%의 경우를 왼쪽이 지배적인 순환(left dominant circulation)이라고 한다.

## 공급하는 구조
LCX는 뒤가쪽 좌심실과 앞가쪽 꼭지근에 혈액을 공급한다.
또한 38%의 사람들에서 굴심방결절동맥에 혈액을 낸다.
오른쪽이 지배적인 순환(right dominant circulation)에서는 좌심실의 15-25%에 혈액을 공급한다. 관상동맥 해부학이 왼쪽이 지배적인 경우 LCX는 좌심실의 40-50%에 혈액을 공급한다. 왼쪽과 오른쪽이 지배적인 각각의 순환에 대한 설명은 관상순환을 참고하자.

## 추가 이미지

관상동맥(빨간색 글씨로 표시)과 기타 주요 구조물(파란색 글씨로 표시). LCX는 오른쪽에 표시되어 있다.

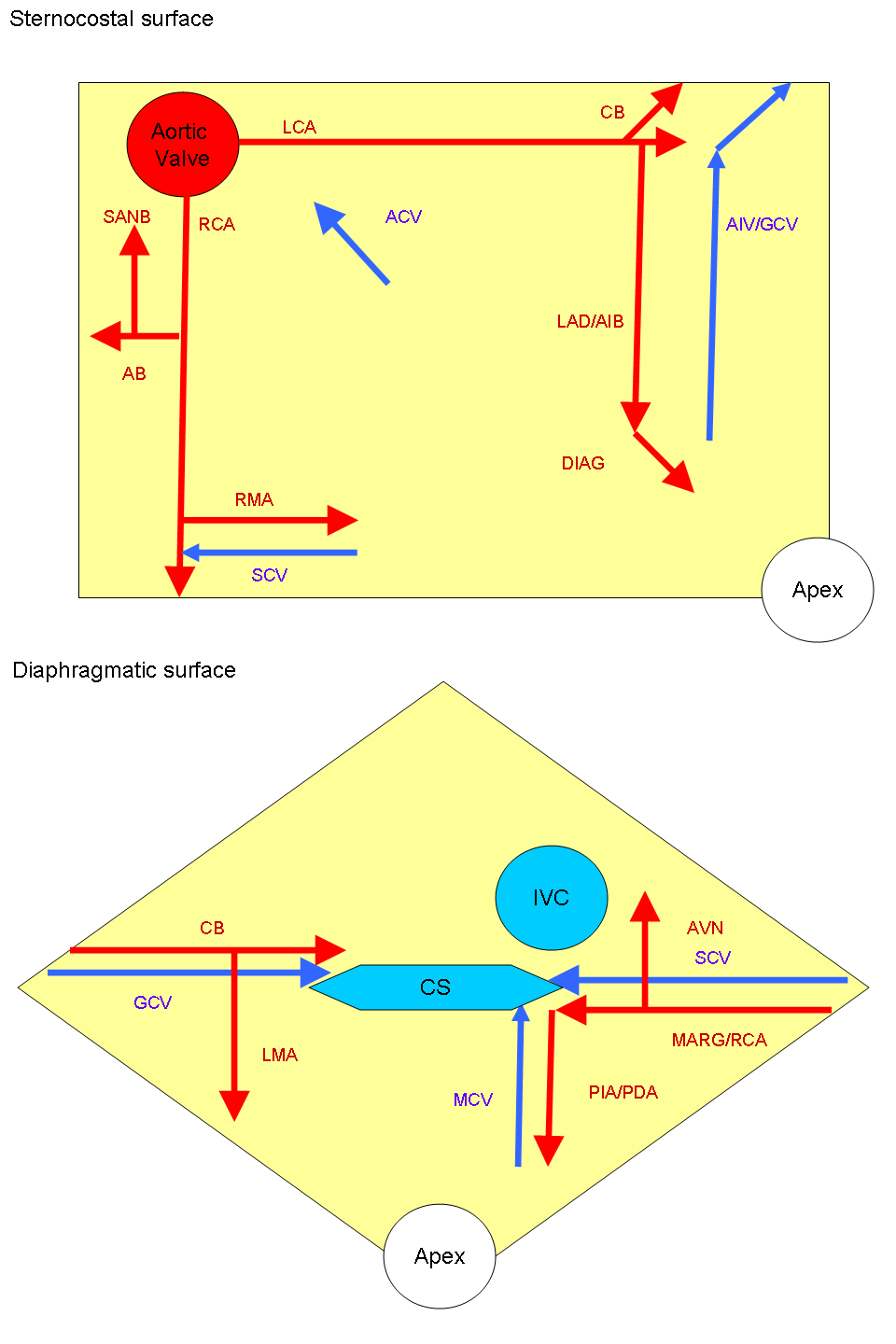
심장의 혈관.
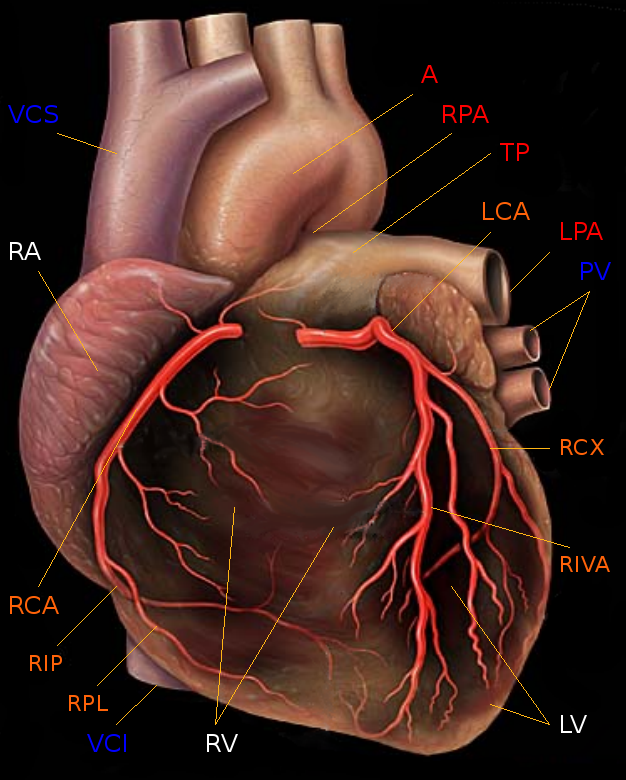
관상동맥이 표시된 인간의 심장.
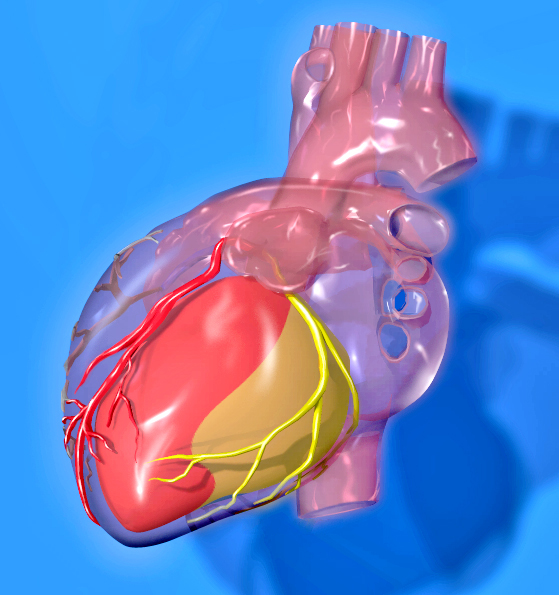
각각의 관상동맥이 혈액을 공급하는 심장의 영역.
심장 왼쪽 측면의 관상동맥 다이어그램.

## 참고 문헌
이 문서는 현재 퍼블릭 도메인에 속하는 그레이 해부학 제20판(1918) page 547의 내용을 기초로 작성된 글이 포함되어 있습니다.
1. ↑  PAGE, H. L.; ENGEL, H. J.; CAMPBELL, W. B.; THOMAS, C. S. (1974년 10월 1일). “Anomalous Origin of the Left Circumflex Coronary Artery: Recognition, Angiographic Demonstration and Clinical Significance”. 《Circulation》 50 (4): 768–773. doi:10.1161/01.CIR.50.4.768. PMID 4417692.
2. ↑  Keith L. Moore; Arthur F. Dalley; Anne M.R. Agur (2010). 《Clinically oriented anatomy》 6판. Philadelphia: Wolters Kluwer Health/Lippincott Williams & Wilkins. 145쪽. ISBN 9780781775250.